# Serie B 1949/1950
Soutěžní ročník Serie B 1949/1950 byl 18. ročník druhé nejvyšší italské fotbalové ligy. Konal se od 11. září 1949 do 25. června 1950. 
Nejlepším střelcem se stal italský hráč Ettore Bertoni (Brescia), který vstřelil 30 branek.

## Události
Celkem 32 kol vedlo tabulku Udinese, jenže v posledním kole doma prohrálo 1:6 s Legnanem a pronásledující Neapol, který ztrácel 1 bod, vyhrál a slavilo tak vítězství. A tak se po dvou letech vrátilo do Serie A. Druhým postupujícím bylo Udinese.
Pokud jde o sestupy, zvýšil se místo čtyř na pět. Prvním jasným sestupujícím bylo Pro Sesto, poté se přidalo Prato a v posledním kolech se rozhodlo že do Serie C sestoupí Arsenaletaranto, Empoli a Alessandria.

## Účastníci
| Klub             | Město              | Stadion                      | Trenér | Minulá sezona                            |
| ---------------- | ------------------ | ---------------------------- | --- | ---------------------------------------- |
| Alessandria      | Alessandria        | Stadio Giuseppe Moccagatta   | Albert Flatley | 11. místo v Serii B                      |
| Arsenale Taranto | Taranto            | Stadio Valentino Mazzola     | Adolfo Bolognini (1.–11. kolo) Mario Salvati + Raffaele Russo (12.–18. kolo) Mario Tedeschi (19.–21. kolo) Bruno Arcari | 11. místo v Serii B                      |
| Brescia          | Brescia            | Stadium di viale Piave       | Imre Senkey | 5. místo v Serii B                       |
| Catania          | Catania            | Stadio Cibali                | Stanislao Klein | 1. místo ve skupině D v Serii C (postup) |
| Cremonese        | Cremona            | Stadio Giovanni Zini         | Renato Bodini + József Bánás                                                                                            | 11. místo v Serii B                      |
| Empoli           | Empoli             | Stadio Carlo Castellani      | Renzo Magli | 17. místo v Serii B                      |
| Fanfulla         | Lodi               | Stadio Dossenina             | Guido Dossena (1. –26. kolo) Mario Villini                                                                              | 1. místo ve skupině A v Serii C (postup) |
| Legnano          | Legnano            | Stadio di via Carlo Pisacane | Ugo Innocenti | 8. místo v Serii B                       |
| Livorno          | Livorno            | Stadio Comunale              | Giuseppe Galluzzi | 20. místo v Serii A (sestup)             |
| Modena           | Modena             | Stadio Comunale              | Víctor Tortora | 19. místo v Serii A (sestup)             |
| Neapol           | Neapol             | Stadio del Vomero            | Eraldo Monzeglio | 5. místo v Serii B                       |
| Pisa             | Pisa               | Stadio Arena Garibaldi       | Luis Monti (1. –33. kolo) Giovanni Garbo                                                                                | 8. místo v Serii B                       |
| Prato            | Prato              | Stadio Lungobisenzio         | Giovanni Ferrari | 1. místo ve skupině C v Serii C          |
| Pro Sesto        | Sesto San Giovanni | Stadio Breda                 | Osvaldo Ferrini | 7. místo v Serii B                       |
| Reggiana         | Reggio Emilia      | Stadio Mirabello             | Giuseppe Antonini | 16. místo v Serii B                      |
| Salernitana      | Salerno            | Stadio Comunale              | Pietro Piselli (1. –28. kolo) Arnaldo Sentimenti                                                                        | 4. místo v Serii B                       |
| Siracusa         | Siracusa           | Stadio Vittorio Emanuele III | Mario Perazzolo | 11. místo v Serii B                      |
| SPAL             | Ferrara            | Stadio Comunale              | Antonio Janni | 10. místo v Serii B                      |
| Spezia           | La Spezia          | Stadio Alberto Picco         | Luigi Scarabello | 18. místo v Serii B                      |
| Udinese          | Udine              | Stadio Moretti               | Aldo Olivieri | 1. místo ve skupině B v Serii C (postup) |
| Verona           | Verona             | Stadio Marcantonio Bentegodi | Bruno Biagini (1. –9. kolo) László Székely (10.–20. kolo) Angelo Piccioli                                               | 11. místo v Serii B                      |
| Vicenza          | Vicenza            | Stadio Romeo Menti           | Wilmas Wilhelm | 3. místo v Serii B                       |

## Tabulka
| Poř. | Tým             | Z  | V  | R  | P  | VG | OG  | B  |
| ---- | --------------- | -- | -- | -- | -- | -- | --- | -- |
| 1.   | Neapol          | 42 | 27 | 7  | 8  | 76 | 34  | 61 |
| 2.   | Udinese         | 42 | 26 | 8  | 8  | 78 | 39  | 60 |
| 3.   | Legnano         | 42 | 25 | 7  | 10 | 86 | 52  | 57 |
| 4.   | SPAL            | 42 | 24 | 7  | 11 | 95 | 65  | 55 |
| 5.   | Modena          | 42 | 22 | 8  | 12 | 76 | 42  | 52 |
| 6.   | Brescia         | 42 | 17 | 14 | 11 | 81 | 64  | 48 |
| 7.   | Spezia          | 42 | 21 | 6  | 15 | 69 | 55  | 48 |
| 8.   | Livorno         | 42 | 19 | 8  | 15 | 61 | 59  | 46 |
| 9.   | Pisa            | 42 | 13 | 15 | 14 | 55 | 50  | 41 |
| 10.  | Verona          | 42 | 17 | 7  | 18 | 68 | 68  | 41 |
| 11.  | Siracusa        | 42 | 17 | 7  | 18 | 68 | 71  | 41 |
| 12.  | Catania         | 42 | 15 | 10 | 17 | 54 | 61  | 40 |
| 13.  | Salernitana     | 42 | 15 | 9  | 18 | 58 | 56  | 39 |
| 14.  | Cremonese       | 42 | 14 | 11 | 17 | 56 | 57  | 39 |
| 15.  | Vicenza         | 42 | 15 | 9  | 18 | 63 | 67  | 38 |
| 16.  | Fanfulla        | 42 | 16 | 6  | 20 | 63 | 71  | 38 |
| 17.  | Reggiana        | 42 | 15 | 7  | 20 | 56 | 64  | 37 |
| 18.  | Alessandria     | 42 | 15 | 6  | 21 | 70 | 74  | 36 |
| 19.  | Empoli          | 42 | 14 | 7  | 21 | 51 | 69  | 35 |
| 20.  | Arsenaletaranto | 42 | 15 | 2  | 25 | 56 | 96  | 32 |
| 21.  | Prato           | 42 | 8  | 10 | 24 | 55 | 97  | 26 |
| 22.  | Pro Sesto       | 42 | 6  | 1  | 35 | 35 | 119 | 13 |

Poznámky
- Z = Odehrané zápasy; V = Vítězství; R = Remízy; P = Prohry; VG = Vstřelené góly; OG = Obdržené góly; B = Body
- za výhru 2 body, za remízu 1 bod, za prohru 0 bodů.
- při rovnosti bodů se rozhodovalo na základě poměru gólů (vstřelené góly ÷ obdržené góly).

|  | Postup do Serie A |
|  | Sestup do Serie C |

## Střelecká listina
| Pořadí | Jméno              | Klub        | Branky |
| ------ | ------------------ | ----------- | ------ |
| 1.     | Ettore Bertoni     | Brescia     | 30     |
| 2.     | Domenico De Vito   | SPAL        | 22     |
| 2.     | Bruno Micheloni    | Siracusa    | 22     |
| 4.     | Giacinto Goldaniga | Fanfulla    | 21     |
| 4.     | Héctor Puricelli   | Legnano     | 21     |
| 6.     | Goffredo Colombi   | SPAL        | 20     |
| 7.     | Fabrizio Bartolini | Livorno     | 19     |
| 7.     | Stelio Darin       | Udinese     | 19     |
| 7.     | Farnese Masoni     | Cremonese   | 19     |
| 7.     | Bruno Quaresima    | Vicenza     | 19     |
| 7.     | Frank Rawcliffe    | Alessandria | 19     |